# Frank Waals
Frank Waals (Dordrecht, 18 mei 1985) is een Nederlands journalist, schrijver en programmamaker.

## Loopbaan
Waals begon zijn carrière als vrijwilliger bij de in Zuid-Holland gevestigde zender RTV Dordrecht en Drechtstad FM. Gelijktijdig maakte hij bij de NPS een muziekprogramma voor internet. Na zijn studie Kunst, Cultuur & Media in Utrecht, werkte hij in 2007 als redacteur en verslaggever bij het RTL Nieuws waar hij voornamelijk werd ingezet bij de programma's Editie NL en 4 in het Land.
Sindsdien is hij inhoudelijk betrokken bij televisieprogramma's. Hij deed onder anderen de storytelling van So You Think You Can Dance. Als producer maakte hij commercials en bedrijfsfilms. Hij schrijft voor meerdere landelijke tijdschriften en is sinds het voetbalseizoen 2013-2014 verbonden aan Feyenoord, waarvoor hij reportages maakt. Tijdens het WK voetbal 2014 produceerde hij voor Radio 538 WK-journaals met voetballers en deskundigen vanuit Brazilië. Online berichtte hij over de eerste omgekomen Nederlanders bij de vliegtuigcrash van de MH17 en voor Nieuwe Revu interviewde hij de vermeende buitenechtelijke zoon van Bill Clinton.
In november 2017 bracht hij zowel het machtsmisbruik van castingdirector Job Gosschalk aan het licht, iets wat tot discussie leidde over de nasleep ervan, als de zedenzaak (kindermisbruik) rondom filmregisseur Karst van der Meulen. In april 2018 spande Kemna Casting n.a.v. een tweede artikel en een interview een kort geding aan, maar verloor deze. De rechter stelde Waals en Revu op alle fronten in het gelijk. In juli 2020 publiceerde hij een tweeluik over jarenlange corruptie binnen het politiekorps Brabant Zuid-Oost. Hierop stapte de politiechef in Eindhoven op.
Eerder werd ook al een wijkagent op non-actief gesteld en later ontslagen. Later dat jaar deed Waals voor o.a. De Telegraaf opnieuw verslag vanuit Amerika over de presidentsverkiezingen.
In New York barricadeerden ondernemers op dat moment etalages uit angst voor protesten.
In de zomer van 2022 raakte de Nederlandse Spoorwegen in opspraak na Waals' artikel 'Ontspoord: Ziek van de NS', waarin conducteurs en machinisten zich beklaagden over onethische praktijken, onveilige werksituaties en het beleid van president-directeur Marjan Rintel. In een reactie gaf de directie toe veel van medewerkers te vragen. Volgend op de publicatie, concludeerde de Inspectie Leefomgeving en Transport datzelfde najaar dat er 'weinig zicht is op gevaarlijke situaties'.

## Publicaties (boeken)
- Seks, Macht & Misbruik[15] (2018) - De waarheid achter #METOO
- My Fellow Americans[16] (2016) - Presidentsverkiezingen tussen Clinton en Trump
- Project Answer[17] (2015) - Columns en onderzoeksvragen
- Hoe overleef ik MCA (2014) - Over kunstzinnige opleidingen in Nederland
- Vooral Doorgaan[18] (2013) - Biografie Barrie Stevens
- Het Genootschap van Mendacium[19] (2012) - Psychologische thriller
- MusicalMania[20] (2009) - Verzameling gesprekken uit de theaterwereld

## Prijzen
- In 2003 won hij de OLON Award voor beste jongerenprogramma met Let It Out!, dat tijdens het eerste Idols-seizoen een live-uitzending maakte met de finalisten.

- International Standard Name Identifier: 0000 0003 6879 8701
- Nederlandse Thesaurus van Auteursnamen: 322215463
- Virtual International Authority File: 280487989
- WorldCat: E39PBJd3JRHQ4vQdYbxTkwDyVC